# Pervenche (couleur)
Pour l’article homonyme, voir Pervenche.

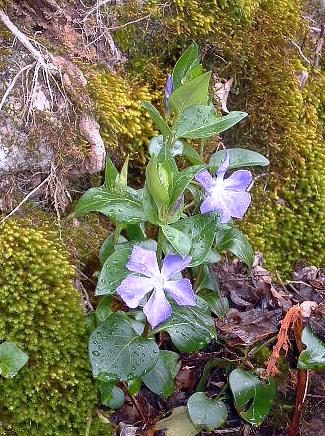
Fleurs de pervenche (Vinca major)

Pervenche est un nom de couleur en usage dans le domaine de la mode qui désigne un bleu ou un mauve pâle et grisâtre par référence à la fleur pervenche.
Au XIXe siècle, on trouve assez fréquemment l'expression bleu pervenche pour décrire des yeux bleus.
Dans les nuanciers actuels, on trouve 131 bleu pervenche, bleu pervenche.Pervenche

## Histoire
Pervenche comme nom de couleur de la mode est attesté en 1853. Le même journal expliquait en 1839 « Comment les fraîches couleurs de la rose, du lilas, de la pervenche, peuvent-elles ne pas nuire à un visage, quelque frais qu'il soit » ; mais en 1853, l'argumentaire a changé radicalement « Qu'on mette sur la tête d'une très-jolie femme blonde et rêveuse, ayant de grands yeux couleur pervenche, un chapeau ébouriffé, déformé (…) [elle] devient immédiatement vulgaire, ridicule et laide ». En 1855, le même journal décrit le bleu pervenche comme un synonyme de bleu ciel.
Le Répertoire de couleurs de la Société des chrysanthémistes publié en 1905 indique que la « pervenche petite (vinca herbacea) » se trouve dans le ton le plus foncé du Bleu Plumbago, « tonalité générale des fleurs de la Dentelaire du Cap (Plumbago capensis) ».

## Pervenchepourbleu roi
La Préfecture de Police de Paris engagea par contrat à partir de 1971 du personnel pour le contrôle du stationnement des automobiles sur la voie publique. La préfecture recruta principalement des femmes, vêtues d'un uniforme lie de vin pour les identifier tout en les différenciant des agents de police, dont elles n'avaient pas les droits ni toutes les prérogatives. Déposant dans la rue sur les voitures en infraction des contraventions, elles ont été appelées moqueusement les « aubergines », en référence à la couleur de leur uniforme. Elles sont devenues les « pervenches » après le changement d'uniforme de 1976, qui les habille en bleu roi.